# شاپور پورامین
شاپور پورامین (زاده ۵ آبان ۱۳۳۴ در شیراز) معروف به علیرضا پورامین فیلمبردار و عکاس سینما ایران است.

## سینما

### مدیر فیلم‌برداری
- دزد و پری (۱۳۹۳)
- اینجا شهر دیگری است (۱۳۹۰)
- پایان‌نامه (۱۳۸۹)
- چشم (۱۳۸۹)
- دل‌شکسته (۱۳۸۷)
- عصر روز دهم (۱۳۸۷)
- کتاب قانون (۱۳۸۷)
- آن مرد آمد (۱۳۸۶)
- میم مثل مادر (۱۳۸۵)

### فیلم‌بردار
- تردید (۱۳۸۷)
- مزرعه پدری (۱۳۸۲)

### عکاس
- زینت (۱۳۷۲)
- خسوف (۱۳۷۱)
- مرغابی وحشی (۱۳۷۰)
- پاتال و آرزوهای کوچک (۱۳۶۸)
- گلنار (۱۳۶۷)
- ماهی (۱۳۶۶)
- جاده‌های سرد (۱۳۶۴)

## تلویزیون

### فیلم‌بردار مجموعه تلویزیونی
- شیخ بهائی
- نو عروس
- باران عشق
- خاک سرخ
- ایستگاه
- سلام زندگی
- کالری
- فرزندم بزرگ شده
- دوستان خوب
- مدرسه مادربزرگ‌ها
- ماجراهای آقای اصل تهرانی
- آرزوهای پر دردسر
- سمندون
- خانه‌ی ما

### فیلم‌بردار تله‌فیلم
- نسیم شمال
- باد جنوب
- مکافات
- پیوند